# Campionati africani di atletica leggera 2018 - 100 metri piani femminili
La specialità dei 100 metri piani femminili ai campionati africani di atletica leggera di Asaba 2018 si è svolta il 1° e il 2 agosto allo Stadio Stephen Keshi.

## Risultati

### Batterie
Qualificazione: le prime 3 di ogni batteria (Q) ed i 4 tempi più veloci degli esclusi (q) si qualificano in semifinale.
Vento:
Gruppo 1: +0.4 m/s, Gruppo 2: 0.0 m/s, Gruppo 3: -0.5 m/s, Gruppo 4: -1.4 m/s
| Class | Gruppo | Atleta                   | Nazione        | Tempo | Note |
| ----- | ------ | ------------------------ | -------------- | ----- | ---- |
| 1     | 1      | Marie-Josée Ta Lou       | Costa d'Avorio | 11.25 | Q    |
| 2     | 4      | Basant Hemida            | Egitto         | 11.60 | Q    |
| 3     | 1      | Janet Amponsah           | Ghana          | 11.63 | Q    |
| 4     | 3      | Joy Udo-Gabriel          | Nigeria        | 11.64 | Q    |
| 5     | 4      | Mercy Ntia-Obong         | Nigeria        | 11.66 | Q    |
| 6     | 3      | Gina Bass                | Gambia         | 11.74 | Q    |
| 7     | 4      | Halutie Hor              | Ghana          | 11.77 | Q    |
| 8     | 3      | Natacha Ngoye Akamabi    | Rep. del Congo | 11.78 | Q    |
| 9     | 1      | Cassidy Williamson       | Sudafrica      | 11.79 | Q    |
| 9     | 3      | Tsaone Sebele            | Botswana       | 11.79 | q    |
| 11    | 1      | Scovia Ayikoru           | Uganda         | 11.88 | q    |
| 12    | 1      | Rhoda Njobvu             | Zambia         | 11.90 | q    |
| 13    | 2      | Tebogo Mamathu           | Sudafrica      | 11.90 | Q    |
| 14    | 2      | Adeline Gouenon          | Costa d'Avorio | 11.91 | Q    |
| 15    | 1      | Germaine Abessolo Bivina | Camerun        | 11.98 | q    |
| 16    | 1      | Hafsatu Kamara           | Sierra Leone   | 12.03 |      |
| 17    | 4      | Jolene Jacobs            | Namibia        | 12.04 |      |
| 18    | 2      | Phumlile Ndzinisa        | eSwatini       | 12.05 | Q    |
| 19    | 4      | Loungo Matlhaku          | Botswana       | 12.08 |      |
| 20    | 3      | Hellen Makumba           | Zambia         | 12.11 |      |
| 21    | 1      | Ndeye Arame Toure        | Senegal        | 12.14 |      |
| 22    | 2      | Emefa Juliette Bouley    | Togo           | 12.15 |      |
| 23    | 3      | Irene Bell Bonong        | Camerun        | 12.17 |      |
| 24    | 4      | Joan Cherono             | Kenya          | 12.20 |      |
| 25    | 2      | Fatoumata Sakho          | Mali           | 12.25 |      |
| 26    | 2      | Majory Chisanga          | Zambia         | 12.26 |      |
| 27    | 3      | Freshia Wangari          | Kenya          | 12.33 |      |
| 28    | 2      | Amy Tall Ndeye           | Senegal        | 12.44 |      |
| 29    | 4      | Suzanne Toti             | Costa d'Avorio | 12.45 |      |
| 30    | 3      | Worke Kumalo             | Etiopia        | 12.96 |      |
| 30    | 4      | Meseret Gudura           | Etiopia        | 12.96 |      |
| N.D.  | 2      | Fatuma Lukundula         | RD del Congo   | dns   |      |

### Semifinale
Qualificazione: le prime 3 di ogni batteria (Q) ed i 2 tempi più veloci degli esclusi (q) si qualificano in finale.
Vento:
Gruppo 1: -0.9 m/s, Gruppo 2: -2.4 m/s
| Class | Gruppo | Atleta                   | Nazione        | Tempo | Note |
| ----- | ------ | ------------------------ | -------------- | ----- | ---- |
| 1     | 1      | Marie-Josée Ta Lou       | Costa d'Avorio | 11.26 | Q    |
| 2     | 1      | Tebogo Mamathu           | Sudafrica      | 11.54 | Q    |
| 3     | 1      | Halutie Hor              | Ghana          | 11.61 | Q    |
| 4     | 2      | Joy Udo-Gabriel          | Nigeria        | 11.68 | Q    |
| 5     | 2      | Janet Amponsah           | Ghana          | 11.68 | Q    |
| 6     | 1      | Tsaone Sebele            | Botswana       | 11.75 | q    |
| 7     | 1      | Mercy Ntia-Obong         | Nigeria        | 11.77 | q    |
| 8     | 1      | Basant Hemida            | Egitto         | 11.86 |      |
| 9     | 2      | Gina Bass                | Gambia         | 11.90 | Q    |
| 10    | 2      | Cassidy Williamson       | Sudafrica      | 11.91 |      |
| 11    | 2      | Adeline Gouenon          | Costa d'Avorio | 11.92 |      |
| 12    | 2      | Scovia Ayikoru           | Uganda         | 11.93 |      |
| 13    | 2      | Natacha Ngoye Akamabi    | Rep. del Congo | 11.97 |      |
| 14    | 2      | Rhoda Njobvu             | Zambia         | 12.09 |      |
| 15    | 1      | Phumlile Ndzinisa        | eSwatini       | 12.10 |      |
| 16    | 1      | Germaine Abessolo Bivina | Camerun        | 12.10 |      |

### Finale
Vento: -2.3 m/s
| Class   | Corsia | Atleta             | Nazione        | Tempo | Note |
| ------- | ------ | ------------------ | -------------- | ----- | ---- |
| Oro     | 4      | Marie-Josée Ta Lou | Costa d'Avorio | 11.15 |      |
| Argento | 3      | Janet Amponsah     | Ghana          | 11.54 |      |
| Bronzo  | 5      | Joy Udo-Gabriel    | Nigeria        | 11.58 |      |
| 4       | 7      | Halutie Hor        | Ghana          | 11.64 |      |
| 5       | 2      | Mercy Ntia-Obong   | Nigeria        | 11.69 |      |
| 6       | 6      | Tebogo Mamathu     | Sudafrica      | 11.73 |      |
| 7       | 1      | Tsaone Sebele      | Botswana       | 11.83 |      |
| 8       | 8      | Gina Bass          | Gambia         | 11.85 |      |